# Louis Pierre Vieillot

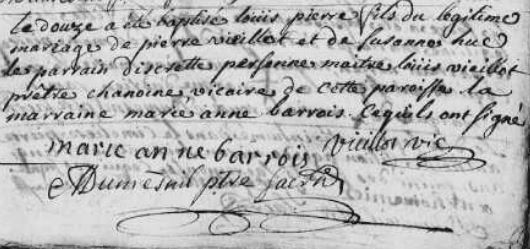
Inscripción de bautizo de Louis Pierre Vieillot 12 de mayo de 1748, en Yvetot

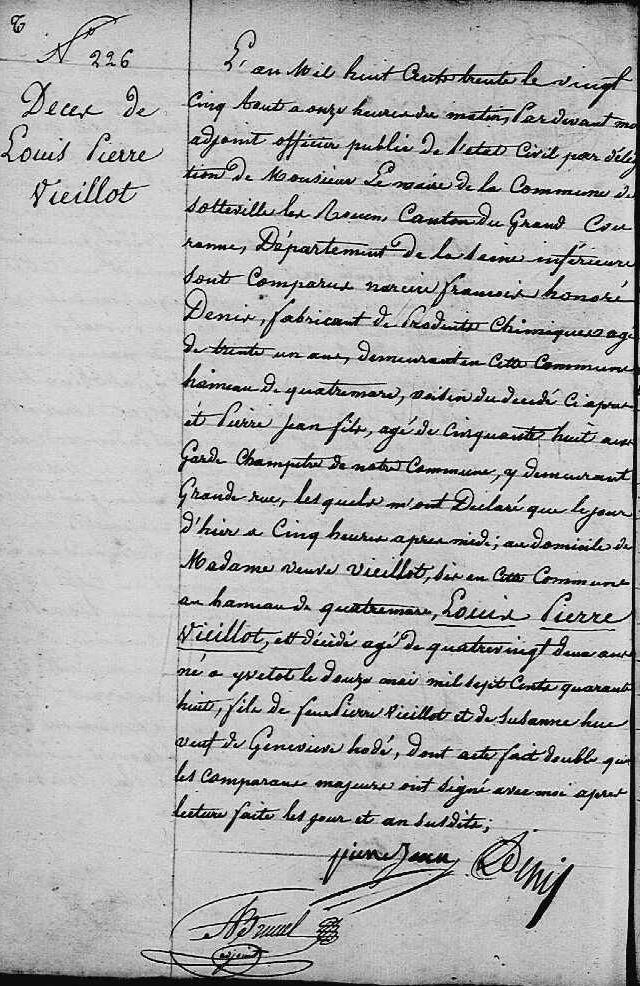
Inscripción de la muerte de Louis Pierre Vieillot 24 de agosto de 1830, en Sotteville-lès-Rouen

Louis Pierre Vieillot (Yvetot, 10 de mayo de 1748 - Sotteville-lès-Rouen, 24 de agosto de 1830) fue un ornitólogo francés.
Vieillot describió un gran número de aves, sobre todo aquellas que encontró durante el tiempo que pasó en las Indias Occidentales (Centroamérica) y América del Norte.
Estableció 26 géneros y fue uno de los primeros ornitólogos en estudiar los cambios en el plumaje, y también uno de los primeros en estudiar los pájaros vivos así como las pieles.
Vieillot nació en Yvetot, estaba en el negocio en la isla caribeña de Santo Domingo, (Haití), pero fue obligado a huir a Estados Unidos durante la Revolución francesa. Allí durante su tiempo libre empezó estudiando los pájaros del país, y material reunido para su Histoire naturelle des oiseaux del l'Amérique Septentrionale (1808).
Regresó a Francia en 1800 (o 1801), donde obtuvo un puesto como escritor en el Bulletin des Lois. Continuó escribiendo la, Histoire naturelle et générale des colibrís productores, el oiseaux-mouches, el promerops de et de jacamars (1802) con las ilustraciones de su amigo Jean Baptiste Audebert, siguió con la Histoire naturelle des plus beaux oiseaux chanteurs de la zone torride (1806).
En Analyse d'une nouvelle Ornithologie Elémentaire (1816) Vieillot partió de su sistema de clasificación ornitológica que continuó en sus contribuciones al Nouveau el d'Histoire de Dictionaire Naturelle (1816-19).
En 1820 Vieillot emprendió la continuación del Cuadro encyclopédique et méthodique, comenzado por Pierre Joseph Bonnaterre en 1790. Siguió y escribió la Ornithologie Française (1823-30).
Se cree que murió en la más absoluta pobreza en Ruan en 1831.

## Algunas publicaciones
- 1805. Histoire naturelle des plus beaux oiseaux chanteurs de la zone torride. Dufour, París 1805

- 1807-1808. Histoire naturelle des oiseaux de l'Amérique septentrionale. Desray, París 1807-1808

- 1816. Analyse d'une nouvelle ornithologie élémentaire. d'Éterville, París

- 1816. Vieillot, L.P. (1816). Analyse d'une nouvelle ornithologie élémentaire (en francés). 70 pp. París: Deterville. Disponible en Biodiversitas Heritage Library. Mémoire pour servir à l'histoire des oiseaux d'Europe. Turín 1816

- 1817. Vieillot, L.P. (1817). Nouveau Dictionnaire d’Histoire naturelle, appliquée aux arts, à l'agriculture, à l'économie rurale et domestique, à la médecine, etc. (en francés). Tomo 12. 608 pp. + 8 tt. París: Deterville. Disponible en Biodiversitas Heritage Library.

- 1818. Ornithologie. Lanoe, París 1818

- 1820-1830. Faune française ou Histoire naturelle, générale et particulière des animaux qui se trouvent en France. Le Vrault & Rapet, París, Estrasburgo, Bruselas, 1820-1830

- 1822-1825. La galerie des oiseaux du cabinet d'histoire naturelle du jardin du roi. Aillard & Constant-Chantpie, París.

- 1830. Ornithologie française ou Histoire naturelle, générale et particulière des oiseaux de France. Pelicier, París.

## Honores

### Eponimia
El nombre de Vieillot se conmemora en los nombre específicos de muchas aves, como el Barbet de Vieillot (Lybius vieilloti) y los cucos de Puerto Rico (Saurothera vielloti).

## Abreviatura (zoología)
La abreviatura Vieillot  se emplea para indicar a Louis Pierre Vieillot como autoridad en la descripción y taxonomía en zoología.